# Zazie dans le métro
Zazie dans le métro is een Franse filmkomedie uit 1960 onder regie van Louis Malle. De film is gebaseerd op de gelijknamige roman uit 1959 van de Franse auteur Raymond Queneau.

## Verhaal
Als de 10-jarige Zazie enkele dagen bij haar oom Gabriel in Parijs gaat logeren, kan haar droom om in de metro te rijden eindelijk in vervulling gaan. Helaas valt die droom in duigen door een staking bij het openbaar vervoer. Eerst verveelt ze zich, maar spoedig belandt ze van het ene avontuur in het andere.

## Rolverdeling
| Acteur              | Personage         |
| ------------------- | ----------------- |
| Catherine Demongeot | Zazie             |
| Philippe Noiret     | Oom Gabriel       |
| Hubert Deschamps    | Turandot          |
| Vittorio Caprioli   | Trouscaillon      |
| Annie Fratellini    | Mado              |
| Carla Marlier       | Albertine         |
| Odette Picquet      | Jeanne Lalochère  |
| Jacques Dufilho     | Ferdinand Grédoux |
| Nicholas Bataille   | Fédor Balanovitch |
| Yvonne Clech        | Madame Mouaque    |
| Antoine Roblot      | Charles           |
| Marc Doelnitz       | Coquetti          |